# Карл I (король Англії)
Карл І (англ. Charles I, за англійською традицією Чарльз I; 19 листопада 1600 — 30 січня 1649) — король Англії й Ірландії з 1625 року, з династії Стюартів, син Якова І (Джеймса І Англійського, Джеймса (Якова) VI Шотландського), батько Карла II. Правління Карла I відоме як Каролінська епоха.
Після того, як він успадковував трон свого батька, почалися незгоди з парламентом. Король прийняв Петицію про Права (1628 рік), але потім розпустив парламент і правив без нього (1629—1640, «одинадцять років тиранії»). Вів фінансову політику, що викликала народне невдоволення.
У ході англійської революції XVII століття був усунутий від влади і страчений 1649 року.

## Молоді роки
Карл I був другим сином короля Англії та Шотландії Якова I та Анни Данської. Він народився 19 листопада 1600 у Данфермлінському палаці у Файфі, Шотландія. У дитинстві Карл не мав особливих здібностей, пізно навчився ходити й розмовляти. Після того, як його батько у 1603 році став королем Англії та переїхав до Лондона, принц Карл ще деякий час залишався в Шотландії, бо був вкрай хворобливою дитиною, яка важко переносила переїзди. Навіть досягнувши зрілості, Карл I продовжував відчувати проблеми зі здоров'ям, був невисоким — лише 162 см.
Спадкоємцем престолу Королівства Англія та Королівства Шотландія був старший брат Карла Генрі, принц Уельський, на якого покладались великі надії в англійському суспільстві. Карлу 1603 року було надано титул герцога Олбані, а у 1605 році він став герцогом Йоркським. Однак у 1612 році принц Генрі несподівано помер, і Карл став спадкоємцем короля Якова I, принцом Уельським і графом Честерським (із 1616 року).
Вже у 1620 році почались перемовини про шлюб принца Карла з іспанською інфантою, що спричинило невдоволення англійського парламенту, який прагнув до союзу з протестантськими державами. У той же час принц зблизився з фаворитом свого батька Джорджем Вільєрсом, 1-м герцогом Бекінгемом. У 1623 році вони разом здійснили авантюрну подорож до Мадрида й особисто втрутились у перемовини щодо шлюбу. Але особиста неприязнь між Бекінгемом та іспанським королівським двором, а також вимоги іспанців про перехід принца у католицьку віру зруйнували перемовини й весілля не відбулось. Більше того, Бекінгем і Карл після повернення до Королівства Англія виступили за розрив відносин з Іспанією та оголошення війни. Вже у 1624 році англійський експедиційний корпус висадився в Нідерландах для ведення воєнних дій проти іспанської армії. Одночасно почались перемовини про шлюб Карла і Генрієтти-Марії, дочки Генріха IV, короля Франції. Їх успішному завершенню сприяв Джордж Горінг

## Сходження на престол
Вступивши на престол, Карл, для ведення війни на континенті, зажадав від парламенту субсидій; але парламент хотів вирішити спочатку справи про незаконні корабельні податки й про релігійні питання. Карл двічі розпускав парламент і самовладно збирав податки. Не отримавши достатньо грошей, Карл був змушений знову скликати парламент й затвердити «Петицію про Права».

## Одноосібне правління та релігійні реформи
У 1628 році було вбито Бекінгема, який мав великий вплив на Карла. Тоді значну вагу отримав лорд-скарбник Річард Вестон, що виступав проти активної зовнішньої політики. Фактично усі внутрішні справи королівства Карл вирішував лише за порадами Вестона.
Незаконне збирання податків, всупереч «петиції про права», спричинило обурення у парламенті, який Карл знову розпустив 1629 року. У результаті Річарда Вестона було врятовано від імпічменту. Після цього він упродовж 11 років правив сам, добуваючи гроші поборами, штрафами, монополіями тощо. Після смерті Вестона у 1634 році політичну вагу набув Томас Вентворт, надалі граф Страффорд, людина талановита, але жорстока й властолюбна; він вигадав план (англ. Thorough) введення абсолютної влади короля за допомогою регулярної армії, та з успіхом застосовував його сам, будучи намісником Ірландії. Бажаючи запровадити усюди в королівстві єдину Англіканську церкву, Карл переслідував пуританство, віддаючи перевагу навіть папізму; примасу Лоду він дозволив запровадити цноту духовенства, вчення про чистилище, молитву за померлих й багато інших догматів, що зближували церкву з Римом.

## Політика в Шотландії
Основною метою політики Карла I було посилення влади короля та, що можливо, ще важливіше, церкви. Заради цього король був готовий пожертвувати традиційними правами станів і принципом недоторканності приватної власності його підданих. Трагедія правління Карла I полягала багато в чому не стільки метою короля, скільки методами її реалізації: майже завжди погано продуманими, надто прямолінійними і з чітко вираженим забарвленням келійності, що тягнуло за собою зростання невдоволення широких верств населення й посилення опозиції королю. Окрім того, на відміну від свого батька, Карл I не був близько знайомий з обстановкою в Шотландії, а серед його радників практично не було шотландців. У результаті єдиним способом комунікації з шотландськими опозиціонерами став силовий тиск, арешти й маніпулювання королівськими прерогативами.
У 1625 році Карл I видав «Акт про ревокацію», відповідно до якого анулювались всі земельні дарування королями Шотландії, починаючи з 1540 року. Передусім це стосувалось колишніх церковних земель, секуляризованих протягом Реформації. Дворяни могли зберегти ці землі у своїй власності, але за умови виплати грошової компенсації, яка йшла на підтримку церкви. Цей указ зачіпав більшу частину шотландського дворянства та спричинив масове невдоволення. Однак король відмовився розглядати петицію шотландців проти ревокації. Того ж року парламент Шотландії під тиском короля санкціював обкладання податком на чотири роки вперед. Це невдовзі призвело до того, що оподаткування земель і прибутків у країні стало постійним, а така практика не відповідала традиційним для Шотландії уявленням про джерела фінансування короля.
Практично з самого початку свого правління Карл I почав активно залучати на вищі державні посади єпископів. Першою особою королівської адміністрації Шотландії став Джон Споттісвуд, архієпископ Сент-Ендрюський, лорд-канцлер з 1635 року. Більшість у королівській раді перейшла до єпископів на збиток для шотландських аристократів, єпископи також фактично стали визначати склад Комітету статей і кандидатури на посади мирових суддів. Значна частина представників шотландського єпископату того часу не мала авторитету у своєї пастви й не мала зв'язків із дворянством. Аристократія ж, відсторонена від управління, не мала доступу до короля, двір якого практично постійно перебував у Лондоні.
Опозиція правлінню Карла I, передусім дворянська, виникла практично одразу після його вступу на престол. Прагнучи не допустити її посилення, король після 1626 року відмовлявся скликати парламент Шотландії та генеральну асамблею шотландської церкви. Тільки у 1633 році, під час першого приїзду короля в Шотландію, було скликано парламент, який під тиском Карла I затвердив акт про супрематію короля у питаннях релігії. Одночасно Карл I впровадив до шотландського богослужіння низку англіканських канонів та створив нове єпископство — Единбурзьке, на чолі якого встав Вільям Форбс, палкий прибічник англіканських реформ. Це спричинило вибух обурення в Шотландії, однак Карл I знову відмовився розглядати петицію шотландських дворян проти церковних нововведень та маніпулювання королем виборами до парламенту. Один з авторів петиції, лорд Балмеріно був у 1634 році заарештований і засуджений до смерті за звинуваченням у зраді.
Незважаючи на зростання опозиції королівським реформам у галузі богослужіння, Карл I продовжив політику зближення шотландського пресвітеріанства з англіканством. У 1636 році за підписом короля було видано реформовані канони шотландської церкви, в яких не згадувались пресвітерії та парафіяльні збори, а у 1637 році введено нову літургію, яка передбачала цілу низку англіканських елементів, культ святих, багате церковне убранство. Ці реформи були сприйняті у шотландському суспільстві як спроба реставрації католицьких обрядів і спричинили консолідацію всіх станів в опозиції католицизму, єпископату й авторитаризму короля.

## Повстання у Шотландії

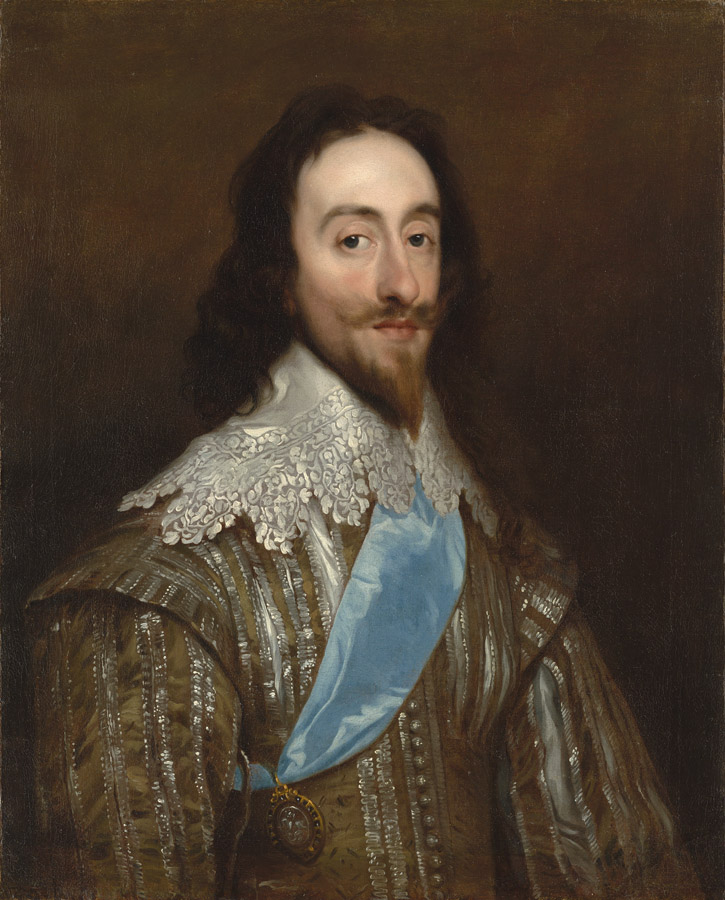
Карл Перший, портрет Деніела Майтенса

23 липня 1637 року спроба провести перше богослужіння за новою літургією в Единбурзі спричинила стихійне повстання городян. Цей бунт негайно підтримали у різних частинах Шотландії, він спричинив потік петицій королю з різних графств і міст проти реформи літургії. У відповідь Карл I наказав видалити з Единбурга петиціонерів. Лідери дворянської опозиції (Балмеріно, Лаудон, Роутс) подали королю протест проти єпископату й реформи церкви й оголосили про скликання зборів станів Шотландії. Під тиском наростання руху опору єпископи були змушені залишити шотландську королівську раду, більше того, низка її членів приєдналась до опозиції (граф Траквер, лорд Лорн).
28 лютого 1638 року в Единбурзі представники шотландської аристократії, дворянства, духовенства й міст підписали Національний ковенант — маніфест опозиції, який засуджував спроби реформування пресвітеріанської церкви й передбачав спільні дії шотландської нації для захисту релігії. Ковенант також затвердив супрематію парламенту у законодавчій сфері, зберігши, однак, лояльність до короля. Копії цього маніфесту були розіслані в основні міста і графства Шотландії, після чого всією країною підписання і клятви вірності Ковенанту набули масового характеру. Шотландський народ згуртувався навколо Національного Ковенанту на захист своєї віри.
На перемовини з ковенанторами король відрядив маркіза Гамільтона та запропонував призупинити дію нових канонів і літургії. Однак це вже не могло задовольнити шотландців, які тепер вимагали повної ліквідації єпископату. Провал місії Гамільтона змусив Карла I розширити свої поступки: 10 вересня 1638 року було скасовано дію «П'яти статей», всіх новацій у богослужінні й підтверджено «Негативну сповідь» Якова VI. Король також погодився на скликання генеральної асамблеї шотландської церкви у Глазго. На виборах ковенантери здобули повну перемогу. Отже, асамблея, скасувавши усі церковні реформи короля, ухвалила рішення про скасування єпископату. Це означало розрив із королем і початок війн між Карлом I та його шотландськими підданими, що увійшли до історії під назвою «Єпископські війни».

## Громадянська війна

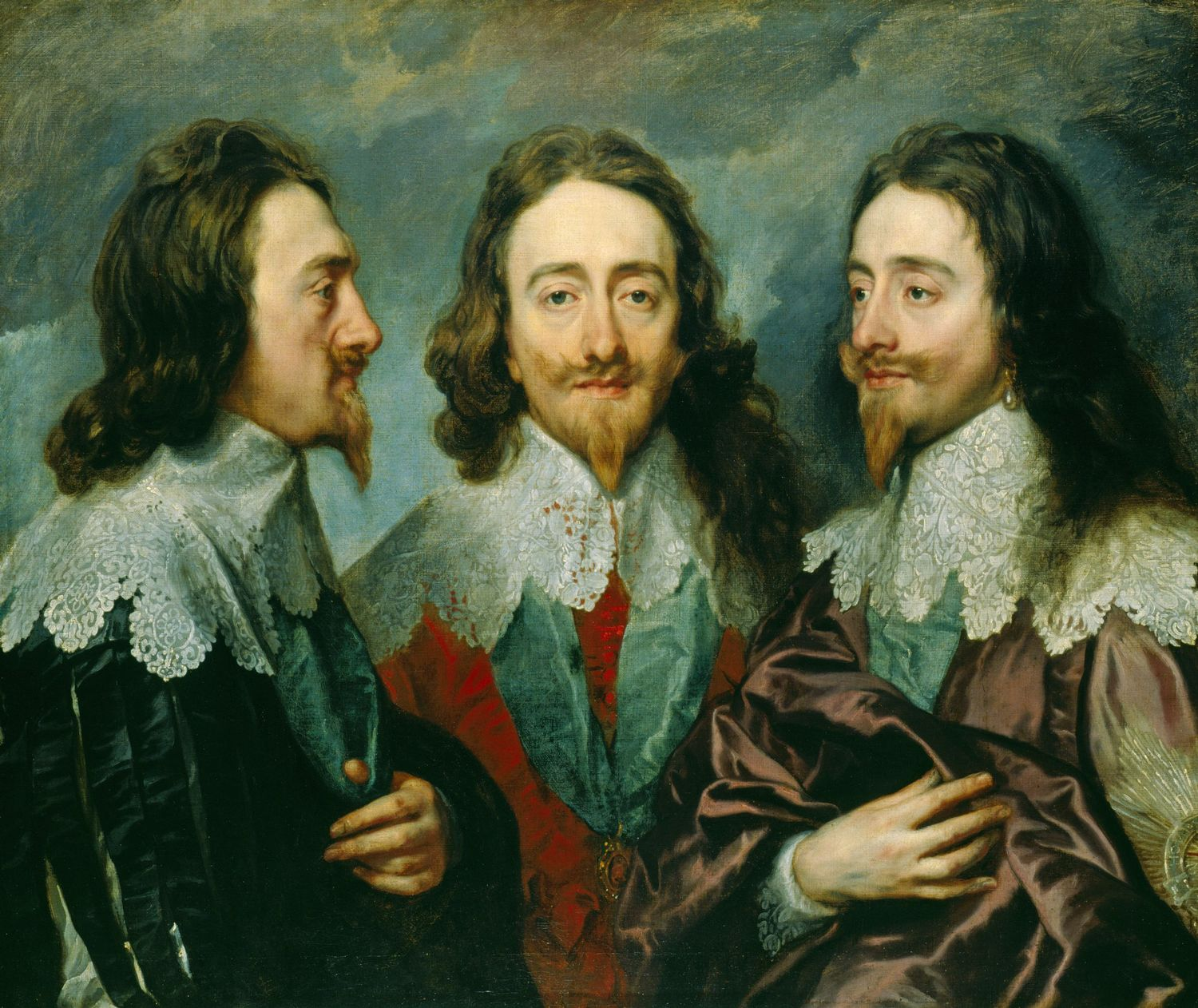
Антоніс ван Дейк. Карл I з трьох боків

У цей час спалахнуло повстання в Ірландії, де Карл зібрав гроші від католиків, пообіцявши їм пільги, але не додержав обіцянки. Після остаточного розриву з парламентом Карл 23 серпня 1642 року, підняв у Ноттінгемі королівський прапор, з чого формально почалась громадянська війна. Після перших перемог Карла та нерішучих битв 1644 й 1645 років, 14 липня 1645 року відбулась битва під Несбі; тут у переможеного Карла було захоплено його папери, що викрили його оборудки з католиками, звернення по допомогу до іноземних держав, угоду з ірландцями. У травні 1646 року Карл з'явився у таборі шотландців у Келгемі й утримувався в Шотландії майже як в'язень, лавіруючи у своїх обіцянках між пуританами та пресвітеріанами, поки у січні 1647 року його за 400 тисяч фунтів стерлінгів передали в руки англійського парламенту, який ув'язнив його у Гольмбі під суворим наглядом. Звідти, захопленого армією Карла перевели у Гемптон Кортський палац.
Олівер Кромвель і Генрі Айртон запропонували йому умови повернення влади, дуже помірковані; але Карл, сподіваючись отримати більше вигод, таємно перемовлявся з парламентом і шотландцями й ухилявся від пропозицій Кромвеля; у листопаді 1647 року він втік на острів Вайт, але невдовзі знову потрапив у полон. З полону Карла намагався врятувати Артур Капель, але сам був змушений здатись у полон генералу Томасу Ферфаксу під Колчестером.

## Суд і страта
Підбурення до повстання, спроби яких Карл продовжував здійснювати з в'язниці, призвели до петицій від усіх полків про призначення суду над ним. «Охвістя» обрало 150 комісарів (потім число їх зменшилось до 135), з юристом Джоном Бредшоу на чолі, для суду над королем. Карл постав перед цим судилищем, яке визнало його винним як тирана, зрадника й ворога вітчизни, та засудило його до смерті. 30 січня 1649 року Карла було страчено у палаці Вайтголл. У передсмертній промові Карл заявив з ешафоту натовпу: «Я маю сказати вам, що ваші вольності та свободи полягають у наявності уряду, у тих законах, які найкращим чином забезпечують вам життя і збереження майна. Це відбувається не через участь в управлінні, яке у жодному разі вам не належить. Підданий і володар — це абсолютно різні поняття». За кілька хвилин до страти Карл I продовжував відстоювати абсолютизм з такою самою впертістю, як і в роки найбільшого розквіту своєї могутності. Останньою його фразою було: «Пам'ятайте!».

Після страти кат підняв голову колишнього короля, але слова «ось голова зрадника» (традиційні під час страти зрадників і ворогів держави) не вимовив. Сучасники відзначають близький до шокового стан натовпу. У безпрецедентному жесті, голову короля пришили назад до тіла, щоб родичі мали можливість гідно попрощатись і поховати його.
Тіло Карла відвезли у Віндзор, де й було поховано 8 лютого у каплиці Святого Георгія.

## Канонізація
Канонізований в Англіканській Церкві як Святий Мученик. День Пам'яті — 30 січня.

## Характеристика
Приватне життя Карла було бездоганним; він мав смак у літературі й мистецтві, але не мав найбільш суттєвих якостей короля; стосовно улюбленців він виявляв прив'язаність, що доходила до слабкості, дворушництво вважав за політичну мудрість і легко порушував свої обіцянки.

## Цікаві факти
На честь Карла I названо штати США — Північну й Південну Кароліну. За версією ж Вінстона Черчилля («Британія у новий час») ці штати назвали на честь Карла II, сина Карла І, приблизно одночасно із перейменуванням міста Новий Амстердам у Нью-Йорк (на честь його брата герцога Йорка).